# هانس آستوک
هانس آستوک (استونیایی: Hannes Astok؛ زادهٔ ۲۵ سپتامبر ۱۹۶۴) روزنامه‌نگار، سیاستمدار و نماینده سابق مجلس اهل استونی است.